# Nikoła Todorow
Nikoła Todorow (mac. Никола Тодоров; ur. 7 stycznia 1979 w Skopje) – północnomacedoński polityk i prawnik. Pełnił funkcję ministra edukacji i nauki (2009–2011) oraz ministra zdrowia (2011–2017).

## Życiorys
W 2002 roku ukończył studia prawnicze na Uniwersytecie Świętych Cyryla i Metodego w Skopju, następnie zdał egzamin adwokacki. We wrześniu 2002 roku rozpoczął pracę jako aplikant w skopijskim sądzie, a w 2005 roku był urzędnikiem. Następnie w latach 2008–2009 należał do rady nadzorczej spółki JP Wodowod i Kanalizacija Skopje (mac. ЈП Водовод и канализација Скопје).
Od 10 lipca 2009 do 5 czerwca 2011 pełnił funkcję ministra edukacji i nauki, a 28 lipca tegoż roku objął funkcję ministra zdrowia. W wyniku przedterminowych wyborów parlamentarnych z 2011 roku został wybrany na posła, reprezentując w Zgromadzeniu Republiki Macedonii partię WMRO-DPMNE. Uzyskał reelekcję w wyborach z lat 2014 i 2016, jednak w maju 2017 roku zrzekł się mandatu poselskiego oraz wrócił do pracy w swoim zawodzie. 1 czerwca 2017 roku przestał pełnić funkcję ministra zdrowia, a w październiku 2018 został wykluczony z WMRO-DPMNE.

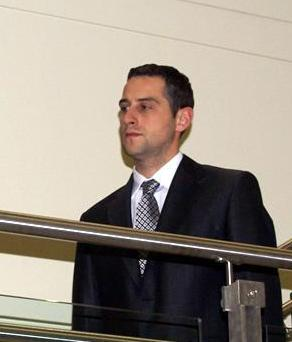
Nikoła Todorow (2009)

Deklaruje znajomość języka angielskiego.

## Życie prywatne
Żonaty, ojciec dwóch dzieci.